# Institut des arts au Saguenay
L'Institut des arts au Saguenay, fondé en 1960, est un organisme voué à l'enseignement des arts et à la diffusion de la culture dans la région saguenéenne. Il gère, depuis 1979, le Centre national d’exposition.

## Histoire et description
C'est Pierrette Gaudreault qui en a eu l'initiative, offrant même sa maison, au début, pour recevoir des élèves et des professeurs de musique et de ballet,,.
En 1967, le gouvernement fédéral du Canada crée un programme pour ériger des centres culturels à travers le pays. L'Institut des arts au Saguenay reçoit alors un espace bâti sur le Mont Jacob à Jonquière où continuer son œuvre.
Le Centre culturel sera enrichi plus tard d'un nouvel espace: le Centre national d'exposition.
Le Théâtre La Rubrique et le théâtre Cri animent la salle Pierrette-Gaudreault.

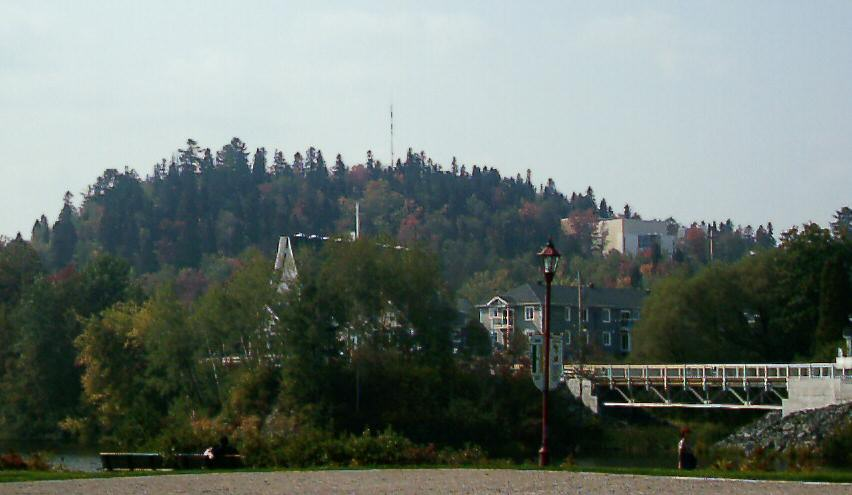
Le Mont Jacob

## Le Centre national d'exposition
Le Centre national d’exposition ouvre ses portes en 1979. Dès lors, il remplit essentiellement des fonctions de diffusion, d’éducation, d’action culturelle et de recherche. Il a pour mandat la promotion et la mise en valeur des expositions, des événements et des activités portant sur l’art traditionnel, moderne, contemporain et actuel, l’histoire et la science.

### Activités
Le Centre national d’exposition offre une programmation diversifiée en art actuel, contemporain et en art traditionnel. Il accueille aussi des expositions itinérantes et des expositions rétrospectives.
Le Centre national d’exposition offre ses expositions gratuitement à tous les visiteurs. Les visites accompagnées d’un guide et les services d’ateliers éducatifs doivent être réservés à l’avance et sont gratuits en semaine de 8 h à 17 h.
C’est conformément aux expositions présentées que des programmes éducatifs sont construits pour la petite enfance, pour les jeunes du primaire et du secondaire ainsi que pour toute la famille.  
Le CNE propose aussi à ses membres des activités culturelles diversifiées et de nombreux avantages et privilèges.
Depuis sa création, le CNE procède à l’appel de dossier pour établir sa programmation d’expositions temporaires. La sélection se fait en respectant les thématiques suivantes : art, ethnologie, histoire et science. Le CNE met en valeur divers modes de création artistique contemporaine locale, régionale, nationale et internationale dans le secteur des arts visuels pratiqués par des artistes professionnels.

### Quelques expositions d’envergure
- Kaléidoscope : variations sur le verre
- Artistes variés, Musée national des beaux-arts du Québec, 2012
- Molinari - Morceaux choisis, 2011
- Pellan, exposition itinérante du Musée national des beaux-arts du Québec, 2010
- Sculpture de masse — Armand Vaillancourt, exposition itinérante du Musée du Bas-Saint-Laurent, 2009
- Rétrospective d’affiches et de films québécois, 1983 (avec notamment des œuvres de Vittorio Fiorucci, Alain Thomas, Madeleine Leduc et Yvan Adam )